# Siegfried Silberstein
Pour les articles homonymes, voir Silberstein.
Siegfried Silberstein (né le 25 janvier 1866 à Groß Lagiewnik, mort le 8 août 1935 à Rostock) est un rabbin allemand.

## Biographie
Siegfried Silberstein est le fils d'un commerçant, Bernhard Silberstein. Il va à l'école élémentaire juive de Guttentag, puis au lycée de Beuthen. En 1886, il est étudiant du séminaire théologique juif de Breslau et de l'université de Breslau. En 1892, il est diplômé de l'université de Tübingen.
En 1893, il est rabbin auxiliaire puis passe l'examen pour la rabbinat le 27 janvier 1895 au séminaire théologique juif et devient rabbin à Elbing. Il est également membre du conseil d'administration de l'Association rabbinique de Prusse-Occidentale (Westpreußischer Rabbinerverband) et de l'Association pour l'histoire et la littérature juives (Verein für jüdische Geschichte und Literatur).
En octobre 1910, il est élu grand-rabbin du grand-duché de Mecklembourg-Schwerin et puis nommé par Frédéric-François IV de Mecklembourg-Schwerin en tant que successeur de Fabian Feilchenfeld à Schwerin en Mecklembourg.
Après qu'en 1925 Max Samuel, chef de la communauté israélite de Rostock, a remporté la majorité des membres de l'Assemblée d'État israélite de Mecklembourg-Schwerin pour déplacer le grand-rabbinat de Schwerin à Rostock, Silberstein s'y installe en 1926. En mars 1934, il est mis à la retraite en sa qualité de grand rabbin d'État. Le rabbin de Lübeck David Alexander Winter prend en charge les communautés israélites de Mecklembourg.
Siegfried Silberstein est membre de la loge Esra-Loge, fondée par Leo Landau et Ephraim Adler, dans le B'nai B'rith à Lübeck.
Il publie de nombreuses recherches sur l'histoire des Juifs à Mecklembourg, parmi eux de Fromet Mendelssohn et Recha Meyer.

## Source, notes et références
- (de) Cet article est partiellement ou en totalité issu de l’article de Wikipédia en allemand intitulé « Siegfried Silberstein » (voir la liste des auteurs).